# Tjenerindens fortælling (opera)
Tjenerindens fortælling (engelsk: The Handmaid's Tale) er en dansk opera af Poul Ruders baseret på en roman af Margaret Atwood med libretto af Paul Bentley. Opført første gang på Det Kongelige Teater i København 6. marts 2000. 
Operaen består af prolog, præludium, to akter og epilog. Den er en barsk fremtidshistorie om samfundet Gilead, hvor det fanatiske, religiøse Højre har taget magten.
Da Elaine Padmore tiltrådte stillingen som operachef på Det kgl. Teater i 1993, var en af hendes første handlinger at bestille en opera hos den danske komponist Poul Ruders, som på det tidspunkt boede i London. Sidste gang man havde oplevet en operabestilling var i 1968 med Herman D. Koppels Macbeth.

## Eksterne links
- Tjenerindens fortælling på Dacapo Records